# ガイウス・セルウィリウス・トゥッカ
ガイウス・セルウィリウス・トゥッカ（ラテン語: Gaius Servilius Tucca、生没年不明）は紀元前3世紀初頭の共和政ローマの政治家。紀元前284年に執政官（コンスル）を務めた。

## 出自
パトリキ（貴族）であるセルウィリウス氏族の出身であるが、カピトリヌスのファスティのこの部分は欠落しているため、父および祖父のプラエノーメン（第一名、個人名）は不明であり、他のセルウィリウス氏族の人物との関係も不明である。トゥッカというコグノーメン（第三名、家族名）はエトルリアに起源を持つと思われるが、彼以外は歴史に現れない。トゥッカは紀元前3世紀中頃に三度執政官を務めたクィントゥス・セルウィリウス・アハラと、第一次ポエニ戦争時代以降に活躍するセルウィリウス・カエピオ家とセルウィリウス・ゲミヌス家の間の迷子石的な存在である。

## 経歴
紀元前284年、トゥッカは執政官に就任。同僚執政官はルキウス・カエキリウス・メテッルス・デンテルであった。ティトゥス・リウィウスの『ローマ建国史』のこの部分は本文が欠落しており、要約にもトゥッカ自身の活動は記されていない。ポリュビオスによれば、アレティウムの戦いでメテッルス・デンテルが戦死したとするが、リウィウスの要約では翌紀元前283年のこととされている。

## 参考資料
- ティトゥス・リウィウス『ローマ建国史』
- ポリュビオス『歴史』
- オロシウス『異教徒に反駁する歴史』
- T. Robert S. Broughton: The Magistrates Of The Roman Republic. Vol. 1: 509 B.C. - 100 B.C.. Cleveland / Ohio: Case Western Reserve University Press, 1951. Reprint 1968
- Friedrich Münzer: Servilius 88) . In: Pauly's Realencyclopädie of Classical Archeology . Second row. Volume II, 2nd Fourth Halfband. Selinunte - Sila . (RE II A, 2) Stuttgart: JB Metzlersche Verlagsbuchhandlung, 1923